# Паррейра (район)
Паррейра (порт. Parreira) — район (фрегезия) в Португалии, входит в округ Сантарен. Является составной частью муниципалитета Шамушка. По старому административному делению входил в провинцию Рибатежу. Входит в экономико-статистический субрегион Лезирия-ду-Тежу, который входит в Алентежу. Население составляет 1015 человек на 2001 год. Занимает площадь 133,44 км².
Покровителем района считается Дева Мария (порт. Nossa Senhora de Fátima).